# Eupatorium oinopolepis
Eupatorium oinopolepis là một loài thực vật có hoa trong họ Cúc. Loài này được (Malme) Cabrera mô tả khoa học đầu tiên năm 1963.